# Thalictrum omeiense
Thalictrum omeiense är en ranunkelväxtart som beskrevs av Wen Tsai Wang och S.H. Wang. Thalictrum omeiense ingår i släktet rutor, och familjen ranunkelväxter. Inga underarter finns listade i Catalogue of Life.